# Pézsma-patkánykenguru

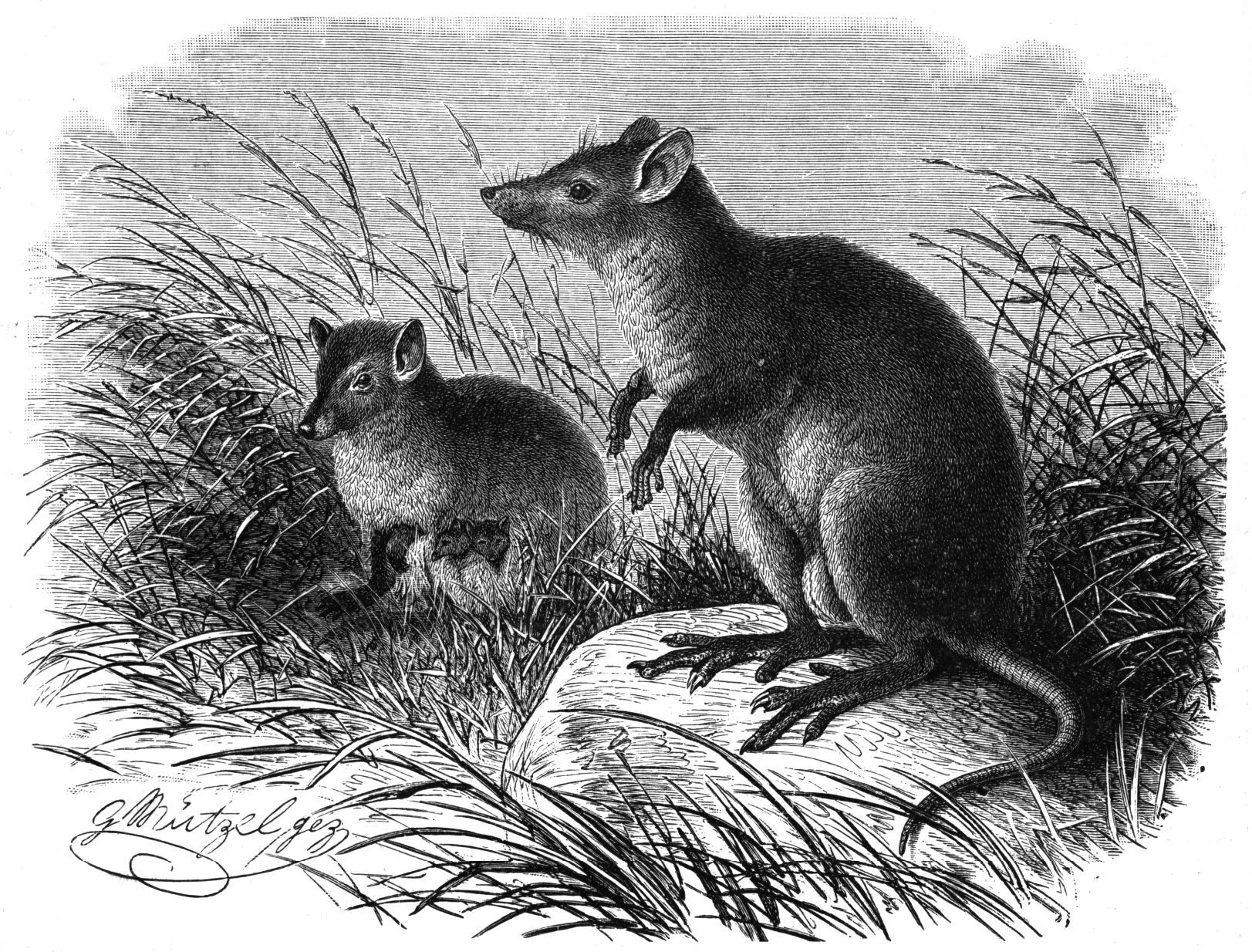

A pézsma-patkánykenguru (Hypsiprymnodon moschatus) az erszényesek (Marsupialia) közé tartozó Diprotodontia rendjébe tartozó faj.
A pézsmapatkánykenguru-félék (Hypsiprymnodontidae) egyetlen élő képviselője.

## Elterjedése
Ausztráliában, Északkelet-Queensland sűrű erdőiben honos.

## Megjelenése
Testhossza 16-28 centiméter, farka 12-17 centiméteres, testtömege 360-600 gramm. Bundája a hátoldalon csokoládébarna, a hasa világosabb. 
Farka pikkelyes szőrtelen.
A patkánykengurukhoz és a kengurukhoz képest több ősi vonást mutat. Ilyen például kisfokú méretbeli eltérés a mellső és a hátsó végtagok között és a nem összetett típusú gyomor. Földön való mozgása közben mind a négy lábát használja, soha nem ugrál két lábon.
|  |

## Életmódja
Ügyesen mászik fára, és az összes lábát a talajra érintve ugrál. Magányosan él. Nappal aktív, éjjel föld alatti vackában pihen. Tápláléka gyümölcsökből, magvakból, gombákból, ízeltlábúakból áll. Az erszényesektől szokatlanul a táplálékot elraktározza. 
Az éjszakát és a legmelegebb déli órákat az állat fészkében alvással tölti. A fészekanyagot szájában gyűjti, elülső végtagjaival támasztja meg és felcsavarható farkával segítve szállítja a fészkéhez.

## Szaporodása
Párzáskor mindkét ivar pézsmaillatot áraszt. A vemhességi időtartama ismeretlen, egy alkalommal 2 utódnak ad életet.